# Carterica buquetii
Carterica buquetii là một loài bọ cánh cứng trong họ Cerambycidae.